# Polyscias
Polyscias es un género de árboles y arbustos perennifolios que consta de unas 100 especies distribuidas por los trópicos,  islas del Pacífico y Australia, también se encuentran abundantemente en Nueva Guinea, Nueva Caledonia e islas Mascareñas. 

## Descripción
Se caracterizan por tener hojas alternas, imparipinnadas, bipinnadas o tripinnadas, con un largo pecíolo. Las inflorescencias terminales están dispuestas en panículas y formadas por umbelas o capítulos pequeños con flores bisexuales o unisexuales.

## Taxonomía
El género fue descrito por J.R.Forst. & G.Forst. y publicado en Characteres Generum Plantarum 63, pl. 32. 1775. La especie tipo es: Polyscias pinnata

## Especies
| - Polyscias acuminata - Polyscias aemiliguineae - Polyscias aequatoguineensis - Polyscias albersiana - Polyscias amplifolia - Polyscias anacardium - Polyscias andraerum - Polyscias ariadnes - Polyscias aubrevillei - Polyscias australiana - P. australiana var. australiana - P. australiana var. disperma - Polyscias baehniana - Polyscias balansae - Polyscias balfouriana - Polyscias baretiana - Polyscias belensis - Polyscias bellendenkeriensis - Polyscias bernieri - Polyscias bipinnata - Polyscias boivinii - Polyscias borbonica - Polyscias borneensis - Polyscias bracteata - Polyscias carolorum - Polyscias chapelieri - Polyscias cissiflora - Polyscias cissodendron - Polyscias confertifolia - P. confertifolia var. angusta - P. confertifolia var. confertifolia - Polyscias coriacea - Polyscias corticata - Polyscias crenata - Polyscias culminicola - Polyscias cumingiana - Polyscias cussonioides - Polyscias dichrostachya - Polyscias dioica - Polyscias elegans - Polyscias farinosa - Polyscias felicis - Polyscias filicifolia - Polyscias floccosa - Polyscias florosa - Polyscias fraxinifolia - Polyscias fruticosa - Polyscias fulva - Polyscias gracilis - Polyscias grandifolia - Polyscias gruschvitzkii - Polyscias guilfoylei - Polyscias heineana - Polyscias jacobsii - Polyscias javanica - Polyscias joskei - Polyscias kikuyuensis - Polyscias kivuensis - Polyscias lancifolia - Polyscias lantzii | - Polyscias lecardii - Polyscias ledermannii - Polyscias letestui - Polyscias macdowallii - Polyscias macgillivrayi - Polyscias madagascariensis - Polyscias maralia - Polyscias mauritiana - Polyscias mayottensis - Polyscias mollis - Polyscias multibracteata - Polyscias multijuga - Polyscias muraltana - Polyscias murrayi - Polyscias myrsine - Polyscias neraudiana - Polyscias nodosa - Polyscias nossibiensis - Polyscias obtusifolia - Polyscias ornifolia - Polyscias palmervandenbroekii - Polyscias pancheri - Polyscias paniculata - Polyscias pentamera - Polyscias philipsonii - Polyscias pinnata - Polyscias purpurea - Polyscias quintasii - Polyscias rainaliorum - Polyscias reineckei - Polyscias repanda - Polyscias richardsiae - Polyscias rivalsii - Polyscias roemeriana - Polyscias royenii - Polyscias sambucifolia - Polyscias samoensis - Polyscias schmidii - Polyscias schultzei - Polyscias scopoliae - Polyscias scutellaria - Polyscias sessiliflora - Polyscias sleumeri - Polyscias sorongensis - Polyscias stuhlmannii - Polyscias subcapitata - Polyscias subincisa - Polyscias tafondroensis - Polyscias tahitensis - Polyscias tennantii - Polyscias terminalia - Polyscias tripinnata - Polyscias verticillata - Polyscias vogelkopensis - Polyscias weinmanniae - Polyscias willmottii - Polyscias zanthoxyloides - P. zanthoxyloides var. simplex - P. zanthoxyloides var. zanthoxyloides - Polyscias zippeliana |